# 564
564 је била преступна година.

## Догађаји
- Око 564. – Побуна Тајфала у црквеној епархији Поату.
- Јустинијан I забрањује византијским Јеврејима да славе Пасху и једу мацу ако Пасха падне током Страсне недеље.
- Побуна Авара и Словена у Тракији.
- Кадок, монах Ланкарфана (Велс), настанио се у Видону и постављен је за епископа.
- 22. август – Свети Колумба извештава да је видео чудовиште на реци Нес.
- Тулум, град са зидинама Маја, на полуострву Јукатан (савремени Мексико) први пут се помиње на натпису на стели.
- Самсон из Дола, један од седам светаца оснивача Бретање, присуствује сабору у Паризу и прима неколико краљевских указа.